# Catagramma fervidior
Catagramma fervidior är en fjärilsart som beskrevs av Hans Fruhstorfer. Catagramma fervidior ingår i släktet Catagramma och familjen praktfjärilar. Inga underarter finns listade i Catalogue of Life.